# 川原泉
川原 泉（かわはら いずみ、1960年〈昭和35年〉9月24日 - ）は、日本の女性漫画家。

## 来歴
鹿児島県指宿市出身。鹿児島大学法文学部卒業。専攻は日本史。
大学4年在学中に、初めての漫画「ジュリエット白書」を『花とゆめ』に投稿。その後、大学の教授の紹介で地元女子校の教員採用の面接を受けたが、良妻賢母教育と勉学のどちらを優先するかという質問に「もちろん勉学」と答えた結果、不採用となる。この件が川原のお嬢様学校コンプレックスの元となったという。以降は目標を漫画に定め、1983年、『花とゆめ』増刊に掲載された「たじろぎの因数分解」でデビューした。以来、白泉社を中心に活動。
1985年、「ゲートボール殺人事件」の頃、東京へ引越しし、世田谷区に住む。
1986年、アイススケート漫画『銀のロマンティック…わはは』の取材のため札幌を訪れた際に、当時の担当編集者が同じだった縁で三原順と会い、交流は三原の病没まで続いた。
1987年、初の長期連載となった『笑う大天使（わらうミカエル）』の仕事が一段落し、一旦帰郷した際に初めてファミリーコンピュータを購入し、『女神転生』などのゲームに熱中。『ドラゴンクエスト』や『ファイナルファンタジー』の影響で『魔法の国ザンス』シリーズなどのファンタジーにも興味を持つに至る。
1988年、「笑う大天使 オペラ座の怪人」の原稿を落としてしまい、打ちひしがれた川原は都落ちを決意、荷物をまとめたが周囲の励ましにより帰郷を中止。せっかく荷造りをしたのだからと前の仕事場から徒歩5分の場所に移転する。
1996年、鹿児島市に引越す。
2005年、『ブレーメンII』で第36回 星雲賞コミック部門
と第4回（2004年度）センス・オブ・ジェンダー賞特別賞を受賞。
2006年夏、『笑う大天使』が映画化。

## 人物・作品
- カーラは公式化された愛称であり、『メイプル戦記』のおまけ「カーラ君を探せ」、『小人たちが騒ぐので』などで「友人M」の「カワハラ君」という呼びかけが「カーラ君」と聞こえるのが由来。
- 書店に行く度に2万円ほど本を購入し、生活費で一番お金をかけているのは本であるというほどの読書家。恋愛ものの本はほとんど読む事はなく、好きなのはSFやホラーで、ロバート・R・マキャモン、スティーヴン・キング、そして特にディーン・R・クーンツの作品を好んでいる[8]。また、『銀河英雄伝説』のファンでもあり、徳間文庫版第7巻「怒涛編」の解説を執筆、徳間デュアル文庫版のハンドブックにも再録されている。
- 1/4スペースなどの記述によると、タカシという兄がいる。彼とのエピソードのいくつかが披露されている他、漫画にも彼（の似顔）をモデルとした、地味な顔立ちでメガネ着用のキャラクターが散見される。
- 1/4スペースやエッセイ漫画などでは、昔からの女性の友人2人（特に「友人M」）が登場するエピソードが多く見られる。
- ヒロインの相手は、年の離れた社会的地位のある男性という設定が多い。
- 好きなミュージシャンに王様を挙げていて、王様も川原作品のファンである。
- 紀文食品の「魚河岸あげ」が、東京で発見したおいしいものベスト3に入ると『メイプル戦記』の1/4スペースに書いているほど好きである。また「小人たちが騒ぐので」の中にも3回ほど「魚河岸あげ」が登場する。この事が縁となり、その思いと紀文食品が結びついて、描き下ろし作品「漫画魚河岸あげの魅力」が紀文食品のサイト内で発表された[9]。
- 福田素子とは親しく、共著もある。

## 作中の設定

### 聖ミカエル学園（セントミカエルがくえん）
架空の学校。明治36年（1903年）創立の由緒正しき名門お嬢様学校で、生徒は「アーク・エンジェルの乙女達」と呼ばれる。カトリック系聖ミカエル教団に属し、宗教の時間・朝の礼拝など、宗教行事も多く取り入れられた、幼稚園から短大まである女子校。教師の半数をシスター（外国人多数）が占める。「よき妻 よき母」を育てるための教育に重きを置き、礼儀作法や清掃活動などには大変厳格だが、多くの生徒がエスカレーター式に付属短大へ入学するためか、勉強への強い意欲はあまり見られず、偏差値は中の上程度と思われ、『不思議なマリナー』の中で、「上品だが、そのぶんバカ」との発言がある。挨拶はいつでも「ごきげんよう」。「登下校の際は車による送り迎え禁止」という校則がある。
浮世離れした深窓の令嬢がほとんどだが、変わった毛色の生徒が2 - 3人必ず混ざっている。制服はシスターのような白いハイカラーの襟の胸元にひも状のリボン、プリーツではないひざ下のスカートに三つ折りソックス。ベレー帽をかぶる。映画版『笑う大天使』では、ベレー帽にスクウェアカットの胸元の黒いAラインワンピース、胸下にベルト状の細い白のリボンをつけて、足元は黒ストッキングと、かなりフェミニンになっている。
「archangel」は日本ではアーク・エンジェルの読みが一般的だが、『笑う大天使』以前の作品では、「大天使」のルビは「アーチエンジェル」となっている。また、『笑う大天使』において、その事を自虐的なネタとして取り上げている。
同校生徒が登場する作品
- 笑う大天使
  - 笑う大天使 空色の革命
  - 笑う大天使 オペラ座の怪人
  - 笑う大天使 夢だっていいじゃない

- 銀のロマンティック…わはは
- メイプル戦記
- 不思議なマリナー
- 大地の貴族

### 秋吉田藩
江戸時代の外様大名が治める架空の藩で、奥州にあるという設定。石高は25万石。藩主は鳴沢家。秋吉田城は「空の鳴滝城」と謳われる名城で、私有財産として現存している設定である。特産は巨大松茸。現代でも旧・家臣団が鳴沢家当主の法要に列席するために集まってくる。
同藩が登場する作品
- 殿様は空のお城に住んでいる - 江戸時代中期の秋吉田藩の殿様と正室の少女と、その側近たちの時代活劇。
- 笑う大天使 - メインキャラの斎木和音の母方の先祖が秋吉田藩の藩主。
  - 笑う大天使 空色の革命 - 和音の母である旧秋吉田藩「鳴沢家」の令嬢と、実業家の父との話が軸のひとつ。

- 秋吉田藩レポート - 『まるごと川原泉』2号に掲載された。

### 穴田アナ
MHKのアナウンサー。眼鏡を掛けている。ジャンルを問わず作品の報道を一手に引き受ける人物である。ヘリンボーンの上着がトレードマーク。
穴田アナが登場する作品
- 空の食欲魔人 - 大韓航空機撃墜事件のニュース報道。
- 甲子園の空に笑え! - 高校野球の実況中継。
- ゲートボール殺人事件 - 花吹雪市の朝のニュース特集（暴力団抗争）。
- 銀のロマンティック…わはは - フィギュアスケートの実況中継。主人公の父親がトーク番組「穴田の部屋」にゲスト出演。
- 笑う大天使 - 名門女子高校生連続誘拐事件のニュース報道。
- メイプル戦記 - プロ野球の実況中継。
- 愚者の楽園 - K県のニュース（台風情報）※K県に出張中に出演
- 中国の壺 - アメリカと中国の地震のニュース報道。

### 桜井敦子
振られキャラ。銀行頭取の令嬢である。映画『笑う大天使』では、菊地凛子が演じた。 
彼女を振った相手
- 司城一臣（笑う大天使）
- 瀬名弓彦（フロイト1/2）
- 小早川秀明（メイプル戦記）

## 作品リスト

### 漫画作品
※掲載誌はいずれも白泉社。
- ジュリエット白書 （別冊花とゆめ 1983年冬の号）※コミックス収録にあたり全面的に描き直された。
- メロウ・イエロー・バナナムーン （別冊花とゆめ 1983年夏の号）
- たじろぎの因数分解 （花とゆめ 1983年9月大増刊号）
- 悪魔を知る者 （別冊花とゆめ 1983年秋の号）
- 真実のツベルクリン反応 （花とゆめ 1983年22号）
- 花にうずもれて （花とゆめ 1983年11月大増刊号）
- 空の食欲魔人 （花とゆめ 1984年1号）
- 進駐軍(GHQ)に言うからねっ! （花とゆめ 1984年5号）
- カレーの王子さま：空の食欲魔人[10] （花とゆめ 1984年22号）
- 3月革命 （花とゆめ 1984年8号）
- 月夜のドレス （花とゆめ 1984年12号）
- 悲しみのオイル・ダラー （花とゆめEX 1984年7月1日号）
- 甲子園の空に笑え! （花とゆめ 1984年16 - 18号）
- アップル・ジャック：陸の食欲魔人[11] （花とゆめ 1984年24号）
- 不思議なマリナー：海の食欲魔人[12] （別冊花とゆめ 1985年夏の号）
- ミソ・スープは哲学する：青い瞳の食欲魔人[13] （花とゆめ 1985年4号）
- ゲートボール殺人事件 （花とゆめ 1985年10 - 12号）
- アンドロイドはミスティー・ブルーの夢を見るか? ：宇宙の食欲魔人[14]（別冊花とゆめ 1985年夏の号）
- Intorlerance... あるいは暮林助教授の逆説 （花とゆめ 1985年18 - 19号）
- パセリを摘みに （花とゆめ 1985年23号）
- 銀のロマンティック…わはは （花とゆめ 1986年3 - 7号）
- 架空の森 （花とゆめ 1986年13号）
- 愚者の楽園 8月はとぼけてる （花とゆめ 1986年17号）
- 大地の貴族 9月はなごんでる （花とゆめ 1986年19号）
- 美貌の果実 10月はゆがんでる （花とゆめ 1986年21号）
- 笑う大天使 （花とゆめ 1987年3 - 14、17 - 19号）
  - 笑う大天使 空色の革命 （花とゆめ 1988年3号）
  - 笑う大天使 オペラ座の怪人 （花とゆめ 1988年6、12、16、19号）
  - 笑う大天使 夢だっていいじゃない （花とゆめ 1988年23号）
- 森には真理が落ちている （花とゆめ 1988年1号）
- フロイト1/2 （花とゆめ 1989年4、8号）
- 追憶は春雨ぢゃ （花とゆめ 1989年11号）
- かぼちゃ計画 （花とゆめ 1989年14号）
- 中国の壺 （花とゆめ 1989年19、21、23号）
- 殿様は空のお城に住んでいる （花とゆめ 1990年4、9、14号）
- バビロンまで何マイル? （花とゆめ 1990年19号 - 1991年4、7 - 10、12 - 13号）
- 0の行進 （花曜日 1991年SUMMER号）
- メイプル戦記 （花とゆめ 1991年17 - 20号、1992年10号…1995年21号（不定期連載））
- ヴァンデミエール 葡萄月の反動 （花とゆめ 1993年19号※、1994年6、8号） ※急病のため2Pのみ
- 小人たちが騒ぐので （PUTAO 1997年7月号 - 1998年6月号）
- ロレンツォのカエル （セリエミステリー 1997年4月号）
- ブレーメンII （MELODY 1999年6月号 - 2003年9月号、2004年2 - 7月号）
- 「〜がある」シリーズ
  - レナード現象には理由がある （MELODY 2003年1月号）
  - ドングリにもほどがある （MELODY 2003年11月号、2004年1月号）
  - あの子の背中に羽がある （MELODY 2004年11月号、2005年3、8月号）
  - 真面目な人には裏がある （MELODY 2005年10月号 - 2006年2、4月号）
  - その理屈には無理がある （MELODY 2006年10月号）
  - その科白には嘘がある （MELODY 2006年12月号 - 2007年2月号）
  - グレシャムには罠がある （MELODY 2007年2、4、10月号）
  - コメットさんにも華がある （MELODY 2007年12月号 - 2008年4月号、2011年4月号別冊ふろく）
  - バーナム効果であるあるがある （MELODY 2011年8月号 - ）

### エッセイほか
- 本日のお言葉 （白泉社 1989年10月） 川原漫画から精選された珠玉のお言葉400余、ほか
  - 新・本日のお言葉 （白泉社 2000年1月）
- 事象の地平 （白泉社 1998年7月） 川原教授のまるかじりエッセイ集
- 川原泉の本棚 （白泉社 2003年2月） 川原泉による選・イラストのアンソロジー本
  - 川原泉の本棚2 （白泉社 2004年2月）
- デジタル原始人☆川原泉（白泉社 2022年5月[15]）共著：福田素子[15]